# Georges Bavière
 (janvier 2013).
Si vous disposez d'ouvrages ou d'articles de référence ou si vous connaissez des sites web de qualité traitant du thème abordé ici, merci de compléter l'article en donnant les références utiles à sa vérifiabilité et en les liant à la section « Notes et références ».
Georges Bavière est un militaire français, compagnon de la Libération né le 31 mars 1902 à Norrent-Fontes et mort le 5 décembre 1971 à Boulogne-sur-Mer.

## Biographie
Sorti sous-lieutenant de l’École militaire de Saint-Cyr en 1924, Bavière est affecté au 13e régiment de tirailleurs sénégalais en Algérie. Il rentre en France en 1927 comme lieutenant et passe en Madagascar l'année suivante. En 1930, il rentre en France et est nommé au 12e RTS, et rejoint comme capitaine la Chine et le 17e régiment mixte d’infanterie coloniale en 1933. En 1937, il est muté en AEF, et en 1939, passe au Régiment de tirailleurs sénégalais du Tchad. Il rejoint les Forces françaises libres avec son régiment dès le mois d'août 1940.
Il prend part à la campagne d’Érythrée et notamment à la prise du Fort de Kub au sein du Bataillon de marche n° 3 et conjointement avec la Brigade d'Orient. Il commande le principal détachement d’attaque du bataillon le 21 et 22 février 1941, et, alors qu'il est grièvement blessé par balle au cours de l'attaque, il assure la prise du fort, lui valant une citation à l’ordre de l’Armée et une promotion au grade de chef de bataillon.
Prenant part à la campagne de Syrie en juin 1941, Bavière est nommé chef d’État-major du territoire sud Syrie au mois de juillet, prend le commandement provisoire du BM 11 en mars 1942, et reçoit l'ordre de tenir un poste avancé à Djeraboub (Libye) en mai 1942. Nommé chef d’État-major de la 2e BFL en juillet 1942, il se met en évidence aux combats d’El Alamein, puis aux combats de Tunisie en mai et juin 1943 au sein de la 1re DFL. Promu lieutenant-colonel, il joue un rôle déterminant dans la victoire de Takrouna, lui valant une nouvelle citation à l’ordre de l’Armée. En 1944, il participe à la campagne d’Italie et au débarquement de Provence. Il est nommé commandant de la 2e BFL en octobre 1944. Il participe à la victoire dans le secteur de Sélestat et sur l'Ill, au moment de la contre-attaque allemande sur Strasbourg. Après la guerre Bavière est commissaire à la reconstruction de 1948 à 1956.
Il est enterré au cimetière de l'Est (Boulogne-sur-Mer).

## Distinctions
- Officier de la Légion d'honneur (1945)[2]
- Compagnon de la Libération (décret du 23 juin 1941)
- Croix de guerre 1939–1945 (3 citations)
- Médaille coloniale avec agrafes "AFL", "Érythrée", "Libye", "Tunisie", "Libération"
- Ordre du Service distingué (GB)
- Mentioned in Despatches (GB).